# 派恩阿普尔 (阿拉巴马州)
派恩阿普尔，是美国阿拉巴马州下属的一座城鎮。面积约为3.1平方英里（约合8.03平方公里）。根据2010年美国人口普查，该鎮有人口132人，人口密度为42.58/平方英里（约合16.44/平方公里）。